# Esqui cross-country nos Jogos Paralímpicos de Inverno de 2018 - 5 km feminino
A prova de 5 km clássico feminino do esqui cross-country nos Jogos Paralímpicos de Inverno de 2018 foi disputada no Centro de Biatlo Alpensia, em Daegwallyeong-myeon, Pyeongchang, em 17 de março. A prova de 5 km ocorreu apenas para atletas que competem sentadas.

## Medalhistas
| Ouro   | USA Oksana Masters   |
| Prata  | GER Andrea Eskau     |
| Bronze | NPA Marta Zaynullina |

## Resultados
| Pos. | Bib | Atleta                   | Tempo real | Tempo calculado | Diferença |
| ---- | --- | ------------------------ | ---------- | --------------- | --------- |
| 01 ! | 213 | USA Oksana Masters       | 16:42.0    | 16:42.0         | —         |
| 02 ! | 212 | GER Andrea Eskau         | 17:58.2    | 16:53.5         | +11.5     |
| 03 ! | 211 | NPA Marta Zaynullina     | 17:25.4    | 17:25.4         | +43.4     |
| 4    | 206 | NPA Nadezhda Fedorova    | 17:27.3    | 17:27.3         | +45.3     |
| 5    | 209 | NPA Irina Gulyayeva      | 17:43.2    | 17:43.2         | +1:01.2   |
| 6    | 202 | USA Kendall Gretsch      | 18:30.8    | 17:46.4         | +1:04.4   |
| 7    | 210 | NOR Birgit Skarstein     | 19:38.6    | 18:27.9         | +1:45.9   |
| 8    | 205 | NPA Natalia Kocherova    | 18:29.0    | 18:29.0         | +1:47.0   |
| 9    | 208 | BLR Liudmila Vauchok     | 19:51.5    | 18:40.0         | +1:58.0   |
| 10   | 204 | CHN Chu Beibei           | 19:00.0    | 19:00.0         | +2:18.0   |
| 11   | 201 | CHN Jin Yawei            | 22:29.7    | 19:20.7         | +2:38.7   |
| 12   | 197 | BRA Aline Rocha          | 20:37.7    | 19:23.4         | +2:41.4   |
| 13   | 198 | BLR Valiantsina Shyts    | 21:48.2    | 19:37.4         | +2:55.4   |
| 14   | 199 | FIN Sini Pyy             | 20:54.7    | 19:39.4         | +2:57.4   |
| 15   | 195 | KOR Lee Do-yeon          | 19:59.4    | 19:59.4         | +3:17.4   |
| 16   | 203 | GER Anja Wicker          | 22:29.0    | 20:14.1         | +3:32.1   |
| 17   | 191 | CAN Cindy Ouellet        | 21:38.5    | 20:46.6         | +4:04.6   |
| 18   | 196 | KOR Seo Vo-ra-mi         | 23:54.9    | 21:31.4         | +4:49.4   |
| 19   | 194 | USA Joy Rondeau          | 22:49.9    | 21:55.1         | +5:13.1   |
| 20   | 192 | KAZ Zhanyl Baltabayeva   | 22:01.1    | 22:01.1         | +5:19.1   |
| 21   | 193 | JPN Nonno Nitta          | 25:13.7    | 22:42.3         | +6:00.3   |
| 22   | 200 | NPA Akzhana Abdikarimova | 26:32.0    | 23:52.8         | +7:10.8   |
| —    | 207 | BLR Lidziya Hrafeyeva    | DNF        | DNF             | DNF       |

Legenda
| Recorde mundial      | Recorde mundial (World record)               |                       | Recorde africano                      | Recorde africano (African) |                                           | Q | Classificado por posição (Qualified) |
| Recorde paralímpico  | Recorde paralímpico (Paralympic record)      | Recorde da América    | Recorde da América (Americas)         | q                          | Classificado por melhor tempo (Qualified) |   |                                      |
| Melhor marca do ano  | Melhor marca do ano (World leading)          | Recorde asiático      | Recorde asiático (Asian)              | DNS                        | Não largou (Did not start)                |   |                                      |
| Recorde nacional     | Recorde nacional (National record)           | Recorde europeu       | Recorde europeu (European)            | DNF                        | Não terminou (Did not finish)             |   |                                      |
| Recorde pessoal      | Recorde pessoal do atleta (Personal best)    | Recorde da Oceania    | Recorde da Oceania (Oceania)          | DSQ / DQ                   | Desclassificado (Disqualified)            |   |                                      |
| Recorde da temporada | Recorde da temporada do atleta (Season best) | Recorde sul-americano | Recorde sul-americano (South America) | NM                         | Sem marca (No mark)                       |   |                                      |

### Esqui cross-country
| Penalizado com cartão amarelo | Penalizado com o cartão amarelo (Yellow card)                                           |  |  |  |
| LL                            | Classificado por tempo (Lucky loser)                                                    |  |  |  |
| PF                            | Vencedor definido por photo finish (Photo finish)                                       |  |  |  |
| LAP                           | Ultrapassado pelo líder (Lapped)                                                        |  |  |  |
| DQB                           | Desclassificado por conduta antidesportiva (Disqualified for unsportsmanlike behaviour) |  |  |  |
| RAL                           | Ranqueado como último (Ranked as last)                                                  |  |  |  |